# Valter Ahlqvist
Johan Valter Ahlqvist, född 16 februari 1909 i Malmö, död där 21 juni 1999, var en svensk byggnadsingenjör och arkitekt.
Ahlqvist avlade ingenjörsexamen vid högre tekniska läroverket i Malmö 1935. Han anställdes som ingenjör hos arkitekt Carl-Axel Stoltz i Malmö 1935, blev byggnadsinspektör hos byggnadsnämnden i Malmö stad 1940 och bedrev egen arkitektverksamhet i Malmö från 1946. Valter Ahlqvist är gravsatt i minneslunden på Gamla kyrkogården i Malmö.